# سلیم اوبا
سلیم‌اوبا (به ترکی آذربایجانی: Səlimoba) یک منطقه مسکونی در جمهوری آذربایجان است که در شهرستان خاچماز و در دهیاری یالاما واقع شده‌است.